# Cunegunda de Luxemburgo
Cunegunda de Luxemburgo, OSB (hacia 975-Kaufungen, 3 de marzo de 1040) fue la esposa del emperador Enrique II. Es considerada santa de la Iglesia católica y patrona de Luxemburgo; su fiesta se celebra el 3 de marzo.

## Vida
Cunegunda fue una de los once hijos de Sigfrido I, conde de Luxemburgo (922-15 de agosto de 998), y Heduiga de Nordgau (h. 935-992). Pertenecía a la séptima generación de descendientes de Carlomagno. Sus padres la educaron piadosamente.
Se casó con el emperador Enrique II en 999. Se dice que durante mucho tiempo quiso ser monja, y que su matrimonio con Enrique (también conocido como santo por la Iglesia Católica) fue de carácter espiritual (también llamado un "matrimonio blanco"); esto es, se casaron solo por tener compañía, y de mutuo acuerdo no consumaron sexualmente su relación. Se ha pretendido que Cunegunda hizo voto de virginidad con el consentimiento de Enrique antes de su matrimonio. Si esto fue verdad o no, es objeto de debate; es cierto que la pareja no tuvo hijos, pero es posible que los hagiógrafos posteriores confundieran este hecho para defender la idea de un matrimonio virginal; esto es lo mismo que puede verse en el caso de Eduardo el Confesor.
Durante su matrimonio, su esposo, Enrique por entonces solo duque de Baviera, fue coronado rey de romanos ("Rex Romanorum") el 9 de julio de 1002 en Maguncia, Alemania, por Willigis, arzobispo de Maguncia. Después de que su esposo fuera coronado rey de romanos, ella fue coronada como su reina consorte.  el 10 de agosto de 1002 en Paderborn, Alemania, también por Willigis. Más tarde su esposo fue coronado asimismo rey de Italia ("Rex Italiae") el 14 o 15 de mayo de 1004 en Pavía, Italia, pero no hay evidencia de que a ella se la coronase también como reina consorte de Italia.
Parece que Cunegunda fue activa políticamente. Como la consejera más cercana de su esposo, tomó parte en consejos imperiales. Igualmente se señala que ejerció influencia sobre su marido en sus donaciones de tierras a la Iglesia. Entre ellas estuvieron la catedral y el monasterio de Bamberg, Baviera. 
Cunegunda viajó con su esposo a Roma para su coronación como emperador del Sacro Imperio Romano Germánico ("Imperator Romanorum"), ella también fue coronada como emperatriz con él el 14 de febrero de 1014 en la basílica de San Pedro, Roma, recibiendo junto con Enrique la corona imperial de manos del papa Benedicto VIII. Durante su reinado, sufrió una grave enfermedad e hizo voto de que, si recuperaba la salud, fundaría un monasterio benedictino en Kassel. Al recuperarse, cumplió su juramento, y comenzaron los trabajos en el edificio; sin embargo, Enrique murió en 1024 antes de que estuviera terminado. A su muerte, Cunegunda se vio obligada a asumir el cargo de regente del imperio. Esto lo hizo con su hermano, y más tarde entregó los símbolos imperiales cuando Conrado II fue elegido para suceder a su difunto marido el 8 de septiembre de 1024.

## Vida religiosa y muerte

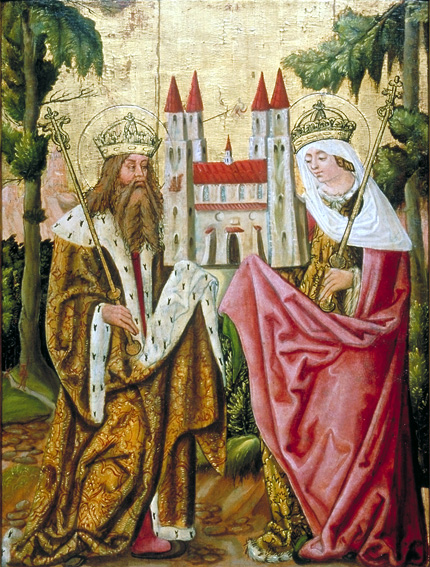
Santa Cunegunda y su esposo Enrique II como donantes con una maqueta de la catedral de Bamberg.

Como viuda, Cunegunda quedó en un estado de relativa pobreza, debido a la enorme cantidad de riqueza entregada por ella y su esposo a obras de caridad.
Exactamente un año después de morir su esposo, en 1025, Cunegunda ingresó en el monasterio benedictino de Kaufungen, en Hesse, cuya construcción había sufragado. Ofreció al monasterio una reliquia de la Vera Cruz, se quitó las insignias reales y tomó el hábito religioso de las monjas benedictinas. Allí permaneció en el convento, llevando a cabo obras de caridad, preocupándose por los enfermos y dedicando el tiempo a la oración, hasta su fallecimiento el 3 de marzo de 1040. Fue enterrada en la catedral de Bamberg junto a su esposo, pero puede haber sido enterrada primero en otro sitio y luego trasladada a la catedral en 1201 después de su canonización.

## Canonización y veneración

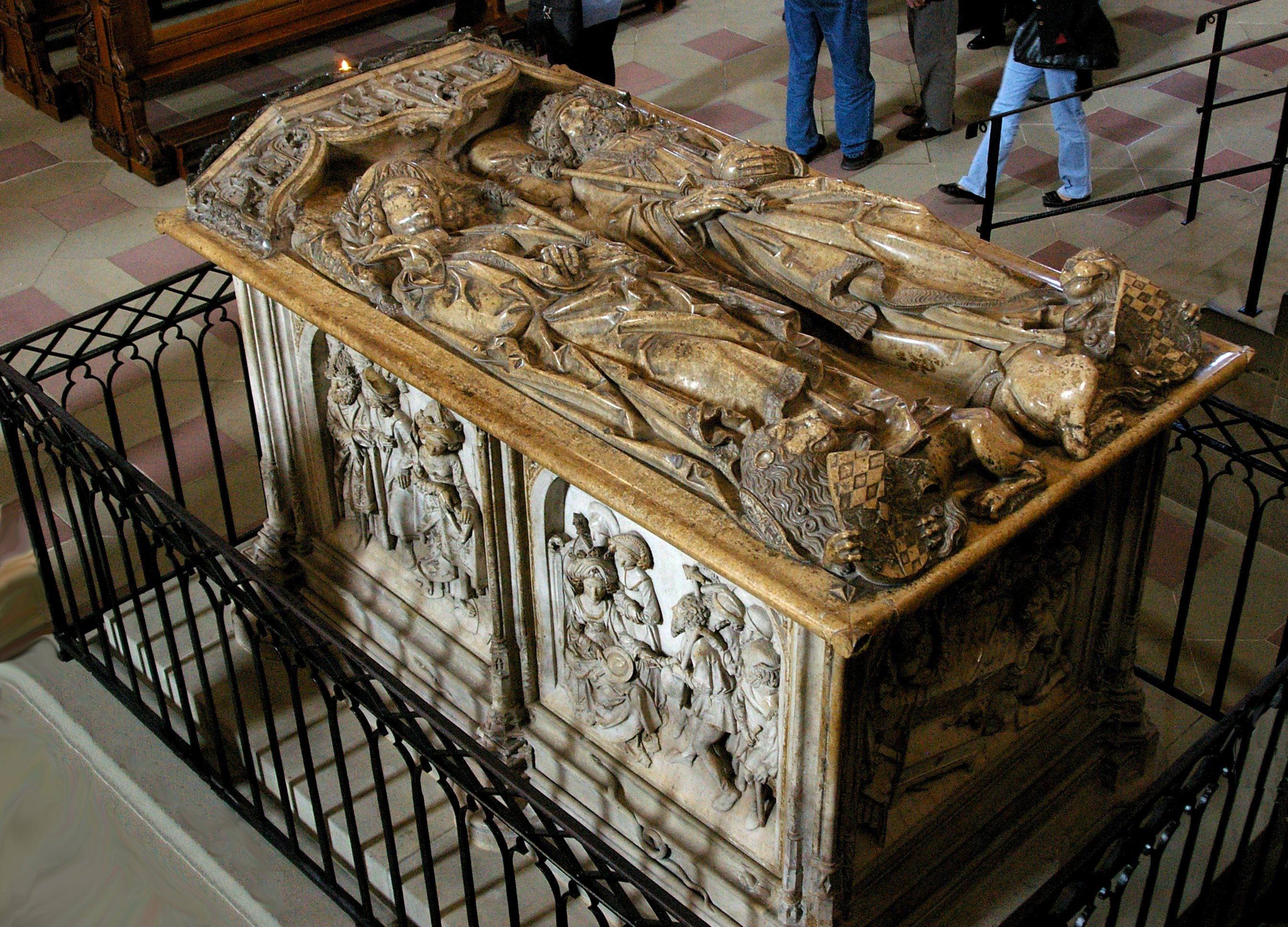
Tumba del emperador Enrique II y la emperatriz Cunegunda por Tilman Riemenschneider.

Cunegunda fue canonizada por el papa Inocencio III el 29 de marzo de 1200, años después de la canonización de su esposo, Enrique II. Para preparar el caso de canonización se recopiló su biografía. Esto y la bula papal para su canonización relatan varios milagros que se le atribuyen.
Uno de ellos relata cómo, cuando unos calumniadores la acusaron de conducta escandalosa, su inocencia fue reivindicada por la divina providencia mientras ella caminaba sobre piezas de hierros ardientes sin resultar lesionada, para gran regocijo de su esposo, el emperador.  Otro cuenta que se quedó dormida y la llevaron a la cama. Su doncella también quedó dormida, y una vela prendió un fuego. El resplandor las despertó a las dos, y cuando Cunegunda hizo la señal de la cruz el fuego inmediatamente desapareció. Una última leyenda se refiere a una de las sobrinas de Cunegunda, Judit, abadesa de Kaufungen. Joven frívola, Judit prefería divertirse con sus jóvenes hermanas que dedicarse a los rituales propios de su condición. Cunegunda la riñó, sin efecto alguno. Finalmente, la santa se ofendió tanto con su sobrina que le dio una bofetada; las marcas permanecieron en su cara durante el resto de su vida, lo que servía de advertencia a aquellas de la comunidad que no se tomaran en serio los votos o sus preceptos religiosos.
A Cunegunda se la venera ampliamente. Entre muchos otros lugares, da su nombre a la iglesia de santa Cunegunda, Detroit, Míchigan, Estados Unidos. Es la patrona de Luxemburgo y de la archidiócesis de Bamberg, Alemania.